# EMARO
EMARO(エマロ)こと、Endoscope MAnipulator RObotは、東京工業大学と東京医科歯科大学の両大学発のベンチャー企業であるリバーフィールドから販売される手術支援ロボットである。

## 概要
胸腔ないし腹腔の内視鏡下手術支援ロボットとして開発された製品であり、患者への低侵襲な手術を可能にする。システムは、空気圧で作動するマスタースレーブによって内視鏡を操作する。
従来は術者の指示を受けたスコピスト(内視鏡を保持する医師)によって内視鏡を間接的に動かしており、術者の指示通りに内視鏡が動かない場合やスコピストの熟練度などの課題があった。術者の頭部に装着したジャイロセンサーが、前後、上下、左右の動きを検出し、頭の動きに合わせて内視鏡カメラを操作する内視鏡操作システムにより、従来の内視鏡手術で必要だったスコピストによる支援が不要になった。